# Chute escorpião (capoeira)
No contexto da capoeira, o escorpião (ou rabo de arraia), originalmente conhecido como "cauda de arraia", é um chute invertido distinto, lançado por cima da cabeça, que lembra o golpe de uma arraia ou de um escorpião.
O rabo de arraia com as duas pernas é uma das técnicas mais perigosas da capoeira, tanto para quem a executa quanto para quem a recebe. Quando realizado corretamente, pode ter consequências fatais para o oponente. Hoje em dia, os capoeiristas raramente utilizam esse golpe, exceto como último recurso, já que ele contraria um dos princípios fundamentais da capoeira: evitar o combate direto. O golpe foi usado com sucesso em uma luta famosa contra um campeão de jujutsu em 1909.
O rabo de arraia é uma técnica muito antiga da capoeira, que era bastante popular na capoeira carioca e na capoeira Angola. A mesma técnica é encontrada na arte marcial africana engolo, considerada a ancestral da capoeira.
A posição corporal lembra a postura do escorpião do yoga, porém na capoeira, ela é usada principalmente como chute.

## Nomes
Rabo de arraia (cauda de arraia) é o nome mais antigo para esta técnica, ainda utilizado na literatura. Contudo, rabo de arraia também é um termo genérico na capoeira para chutes invertidos por cima da cabeça, incluindo a meia lua de compasso e todas as suas variações.
Outros nomes para esse chute incluem pantana (pântano), que não é mais usado com frequência, e escorpião (escorpião), que é o nome atual para algumas variações da técnica.

## Origem
O chute escorpião é um dos chutes distintos do engolo, documentado pela primeira vez em desenhos da década de 1950. Não é comum entre os praticantes mais antigos atuais, mas alguns deles sabem executá-lo quando solicitados.
Muitas posições invertidas do engolo e da capoeira são acreditadas como originárias do uso do handstand pelos nganga, que imitavam seus ancestrais que andavam sobre as mãos no mundo espiritual.

## História

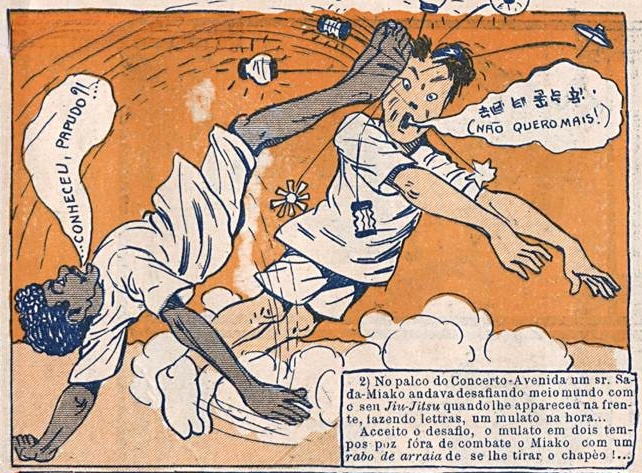
Quadrinho de Alfredo Storni mostrando o capoeirista Ciríaco derrotando o lutador de jiu-jitsu Sada Miyako com o chute rabo de arraia, revista O Malho, 1909.

No século XIX, o rabo de arraia era um chute popular na capoeira carioca do Rio de Janeiro. Também era conhecido como pantana no Rio.
Em 1909, houve uma luta famosa quando o capoeirista Francisco da Silva Ciríaco derrotou o campeão japonês de jujitsu Sado Miyako com o chute rabo de arraia de duas pernas. Campeões de artes marciais japonesas que visitavam o Brasil frequentemente desafiavam locais para lutas de estilo livre. Sado Miyako foi desafiado por Ciríaco. A luta atraiu um grande público em um pavilhão especialmente montado na Avenida Central. Após a vitória, Ciríaco foi carregado nos ombros e aclamado como herói nacional no Rio.

## Técnica
O capoeirista inicia o rabo de arraia apoiando as palmas das mãos no chão. Em seguida, ele chuta para trás por cima da cabeça, mirando um alvo à sua frente. Ao contrário do handstand comum, em que se olha para frente, o jogador estende o pescoço e impulsiona uma das pernas em um chute giratório para trás.
A altura do chute depende do alvo. O escorpião é muito difícil de ser visto e extremamente perigoso nas mãos de um mestre.

## Aplicação
Para quem não conhece a capoeira, este golpe pode parecer absurdo. O jogador fica de mãos no chão, de frente para o adversário, e acerta a cabeça dele com o calcanhar. Mas quem já teve a oportunidade de usá-lo na ocasião certa sabe de sua eficácia e poder destrutivo, dado o elemento surpresa, bem como a enorme força do chute.— Nestor Capoeira
Esta técnica permite ao jogador se esquivar do chute do adversário, como armada, queixada, meia-lua de compasso, etc., e então atacar inesperadamente com um golpe extremamente poderoso e devastador.
O valor do chute escorpião está no ângulo inesperado de ataque. Quando alguém está agachado, apoiado nas quatro patas e de frente para o adversário, semelhante a um gato, o oponente não espera um chute vindo diretamente por cima da cabeça.

## Variações
Existem diferentes versões desta técnica de chute invertido na capoeira. As variações incluem:
- escorpião em pé, onde um pé permanece no chão enquanto o outro chuta.
- escorpião na queda de rins, versão no chão do chute, a partir da posição de queda de rins.
- escorpião de cotovelo, com o cotovelo como apoio.

### Com os dois pés chutando

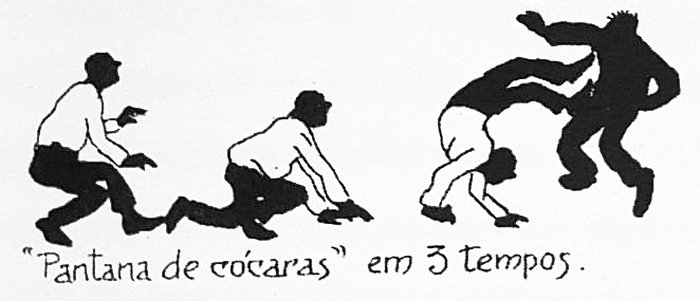
Raul Pederneiras, pantana de cócoras (pantana agachado)

O capoeirista se aproxima do adversário e, de repente, lança o corpo em um cambalhota, apoiando-se com as mãos no chão enquanto chuta com os dois pés em direção à cabeça do oponente.
A posição inicial lembra uma parada de mão, porém com as costas arqueadas, queixo recolhido, cabeça projetada para frente, peito estufado e pernas arqueadas para trás, imitando o rabo do escorpião. O jogador deve descer rapidamente e, apoiando rapidamente as duas mãos no chão, chutar com os dois pés no rosto ou no peito do adversário. O resultado desse movimento é quase sempre, mesmo quando bem-sucedido, cair em cima do adversário.
O nome contemporâneo para esta técnica é escorpião duplo ou simplesmente escorpião. Também era conhecida como patana de frente ou pantana de cócoras na década de 1920.
Na capoeira carioca, existia também uma versão lateral desse chute chamada patana de lado.

### Com uma perna chutando

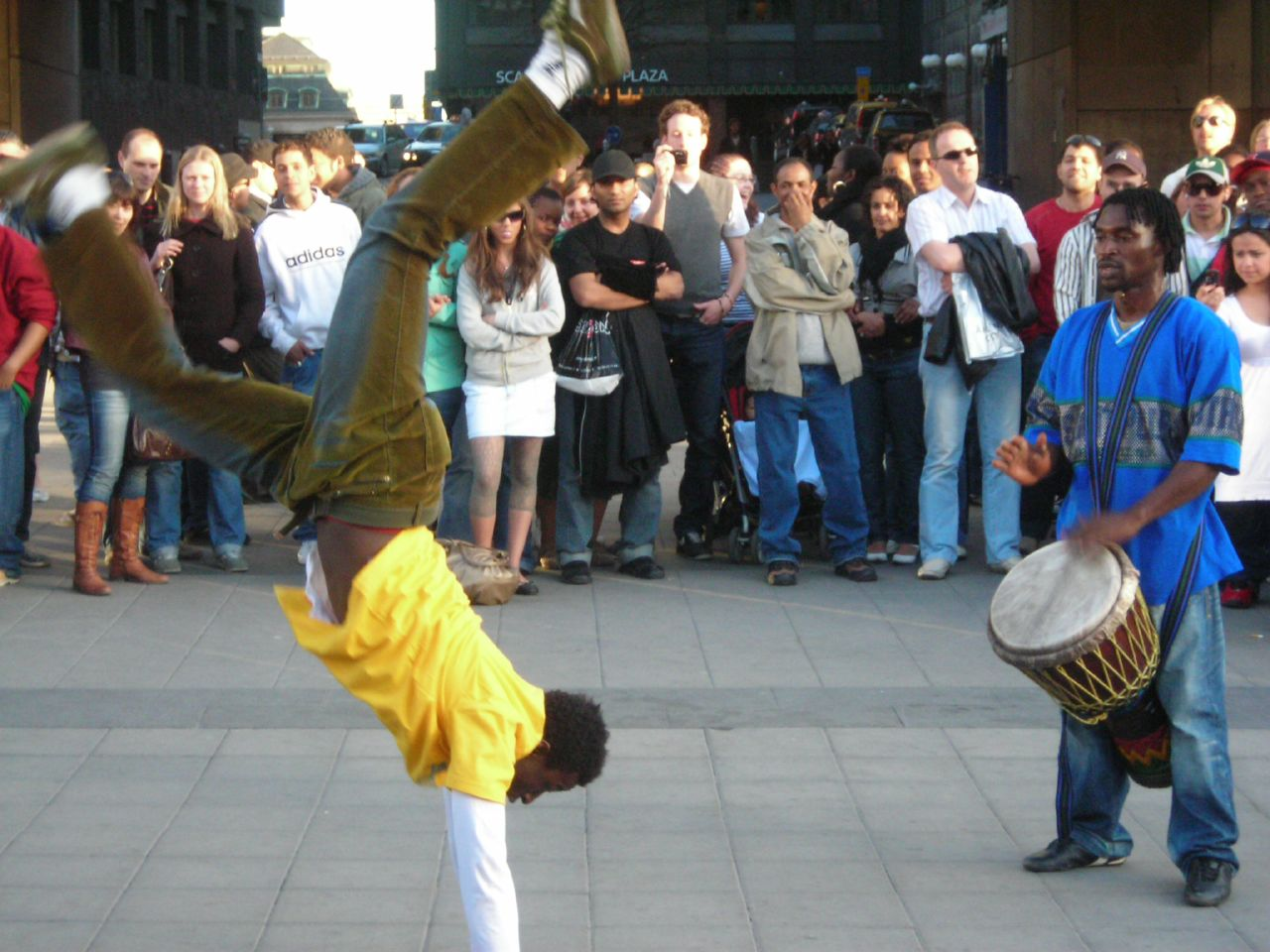
Chute escorpião nas ruas de Estocolmo.

Essa versão de rabo di arraia é executada chutando para cima até uma parada de mão. O chute é feito com o calcanhar direcionado à cabeça do adversário. Após a execução, o capoeirista retorna à posição inicial. É comum primeiro o contato com um calcanhar e depois chutar com o outro, ou alternar as pernas antes de voltar à posição original.

### Com uma perna agarrada pelo oponente
Rabo de arraia amarrado (rabo de arraia amarrado) é uma das grandes armadilhas da capoeira para iniciantes. Se o adversário agarrar a perna do capoeirista durante a luta, este pode se lançar de lado ao chão, apoiando-se com as duas mãos. Com três pontos de apoio, o capoeirista consegue mover a perna para trás e desferir um golpe poderoso na cabeça do oponente. Alguns capoeiristas até oferecem a perna de forma astuta para que o adversário a agarre, criando a sustentação necessária para executar a técnica.
Burlamaqui descreve o uso desta técnica para ludibriar o adversário. Primeiro, o capoeirista dá um toque de aviso no oponente. Após o adversário agarrar a perna, o capoeirista gira de modo que as mãos se firmem no chão, enquanto a outra perna chuta violentamente o rosto ou as orelhas do oponente, o que quase sempre traz consequências graves. Segundo Burlamaqui, "este é um golpe bonito pelo estilo, pois depende unicamente da inteligência".

### De cabeça
A variação é chamada de escorpião de cabeça ou escorpião cabeça no chão, servindo principalmente como demonstração acrobática.
Nesse movimento, o capoeirista fica em parada de cabeça, equilibrando-se sobre as duas mãos estendidas. A partir da parada de cabeça, ele abaixa as pernas em direção ao chão, formando uma silhueta semelhante a um escorpião ao dobrar-se na base da coluna vertebral.

### Versão de esquiva

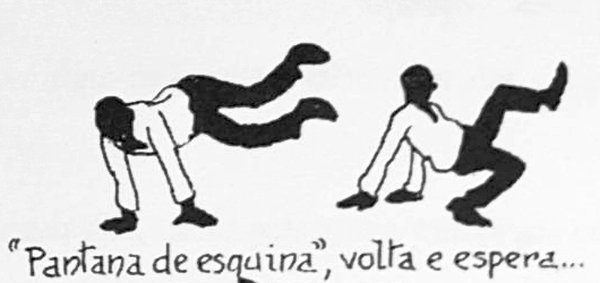
Raul Pederneiras, pantana de esquiva

Pantana de esquiva (escape swamp) é uma saída evasiva para o golpe pantana, usada regularmente quando o capoeirista erra o alvo. Após errar a parte do pantana, o jogador continua para a posição de queda de três.